# Борисовка (Стерлібашевський район)
Бори́совка (рос. Борисовка, башк. Борисовка) — присілок у складі Стерлібашевського району Башкортостану, Росія. Входить до складу Бакеєвської сільської ради.
Населення — 35 осіб (2010; 42 в 2002).
Національний склад:
- росіяни — 74%